# Гийом I де Бо
Гийом I де Бо или дю Бо (на френски: Guillaume Ier des Baux / du Baus), Гийем I дей Баус/дьо Бо/дю Бо (на окситански: Guilhèm Ièr dei Bauç или de Baux, или du Baux), Гулиелмо I дел Балцо (на италиански: Guglielmo I di Balzo; * 1155 или ок. 1176, † юни 1218, Авиньон) е известен провансалски благородник, 2-ри принц на Оранж от 1182 г. до смъртта си, вицекрал на Арл и Виен от 1215 г. до смъртта си, и трубадур на окситански език, произхождащ от Воклюз.

## Произход
Гийом е най-малкият син на Бертран I де Бо (* ок. 1137, † 1181), 6-и суверенен господар на Ле Бо и 1-ви принц на Оранж, който е един от основните меценати на окситанската поезия, и на съпругата му Тибор дьо Сарном, позната и като Тибурга II Оранска (* ок. 1130 или 1145, † 1182 или 1198), принцеса на Оранж, една от първите засвидетелствани трубадурки и една от сестрите на трубадура Рамбо д'Оранж. Има двама братя и една сестра:
- Хюг III де Бо (* 1173, † 1240), най-голям син, продължава по-големия клон на Де Бо. Той е консул на Арл и виконт на Марсилия и охранява сеньория Ле Бо.
- Бертран II де Бо (* 1165, † 1201), господар на Бер, на Мейрарг и на Маринян, родоначалник на клон дьо Бер (de Berre)
- Тибор де Бо

## Живот
През март 1203 г. Гийом I урежда отношенията с братовчед си Рамбо IV, последният представител на бившата Оранска династия (Дом Оранж-Насау), като признава правата му в княжеството и се заклева на Евангелието да не посяга на живота на Рамбо и на неговите наследници. По това време Гийом поддържа добри отношения с графа на Тулуза Раймон VI и с Арагонския дом, който управлява в Прованс.
През 1204 г. в Монпелие, заедно с брат си Хюг III, той е свидетел на сватбата на крал Педро II Арагонски и Мария дьо Монпелие.
Тези отношения охладняват с избухването на Албигойската война. Гийом се присъединява към кръстоносците, с егоистични цели, тъй като след битката при Мюре (1213 г.) Реймон VI Тулузки е лишен от Графство Тулуза и Маркграфство Прованс, а Гийом, под предлог, че изпълнява заповедта на папата, окупира маркграфството (1214). Инокентий III нарежда да предаде имота на легата Пиер де Беневенто, кардинал на Санта Мария де Агиро, тъй като не трябва да се присвоява земя, чиято съдба все още не е решена. Вместо да се подчини незабавно, Гийом отива в Рим, където е разочарован, когато, благодарение на съчувствието, предизвикано в папата от Раймон VIII – малкият син на Реймон VI, Латеранският събор през 1215 г. одобрява маркграфството за този млад мъж.
Гийом I получава чисто символична компенсация от германския крал. За да сложи край на анархията в Прованс и да осигури господството си там, Фридрих II решава да постави там вицекрале. Един от тях е Гийом I, комуто императорът прехвърля Кралство Виен и Арл в Мец на 8 януари 1215 г. за услугите, оказани на семейството му и тези, които може да бъдат оказани в бъдеще. Фридрих дори обещава да го короняса. Всъщност това е просто демонстрация и Раймон I и Раймон II, съуправители на Оранж, се отказват от тази символична кралска власт през 23 август 1257 г. в полза на графа на Прованс Шарл I Анжуйски.
Недоволен от провала на начинанието с Маркграфство Прованс, Гийом застава начело на коалиция от католически господари в Прованс. Изглежда възможно в борбата срещу ересите Гийом да е бил затворен в Авиньон през лятото на 1216 г., от където е освободен с подкрепата на папа Хонорий III. Той подкрепя папата и кръстоносния поход на Симон V дьо Монфор срещу неговия съперник, графа на Тулуза и маркиза на Прованс Реймон VI, но е пленен от албигойците в Авиньон, верни съюзници на Реймон. Той има ужасна смърт през юни 1218 г., като е заклан или, според други източници, одран жив и нарязан на парчета от еретиците. Следвайки тази ужасна съдба, папата Хонорий III публикува була на 30 юли 1218 г., призовавайки за кръстоносен поход, за да отмъсти за смъртта на Гийом де Бо, принц на Оранж, много знаменита и благочестива личност, убита от хората на Авиньон.

## Меценат и трубадур
Според това, което ни казва неговата вида (кратка анонимна биография в проза на трубадур), Гийом, освен че е имал контакти с други трубадури (деверът му Рамбо дьо Вакейрас го нарича Le don del Baus), е бил и меценат на изкуствата, писател и трубадур, наследявайки любовта си към лирическата поезия от родителите си, самите те меценати и трубадури. От неговия поетичен корпус са запазени два обмена на кобли и една сирвента:
- кобла Be m meraveill de vos, En Raimbaut в отговор на Tuich me pregon, Engles, qe vos don sauts от Рембо д’Оранж[3]
- кобла Liautatz ses tricharia в отговор на Physica et astronomia на Хюг дьо Сан Сир
- сирвента En Gui, a tort mi menassatz[3] в отговор на друга сирвента (Seigneiras e cavals armatz[4]), написана срещу него от Ги дьо Кавайон.[2]

Този язвителен обмен на кобли може по всяка вероятност да е между 1216 и 1218 г., може би след превземането на Бокер.
Запазен е анекдотично разо, описващо как Гийом ограбва френски търговец, който впоследствие представя случая си пред крал Филип II, но жалбата му е отхвърлена, тъй като фактът се е случил твърде далеч (т.е. извън френската юрисдикция в Прованс). По-късно търговецът фалшифицира кралския печат, като го използва, за да примами Гийом в своя (неназован) град с обещанието за възнаграждение. Когато Гийом и другарите му пристигат в града, търговецът кара да ги арестуват и затворят, докато не върнат онова, което са му отнели безнаказано.
След завръщането си в Прованс за Гийом се твърди, че е присвоил парче земя ("la Osteilla" или "Estella"), принадлежащо на Адемар II Петьоз, граф на Валонтиноа, но бил заловен от рибар от Адемар, който е бил на малка лодка в Рона. Това събитие вдъхновява коблата Tuit me pregon, Engles, qu'eu vos don saut на девера му-трубадурът Рамбо дьо Вакейрас, който нарича Гийом, неизвестно по каква причина, Engles (Англичанина). В него възмутеният Рамбо грубо и не без ирония упреква Гийом, че е направил лудо пътуване, без да е придобил повече мъдрост от него. Последният отговаря с Be'm meravill de vos, en Raimbaut, където изразява изненада от тази шокираща позиция към него, като се има предвид, че самият Рамбо е известен на всички със своите лудости и похот. Рамбо му отговаря отново с друга кобла, наречена Engles, ben tost vengut n'Aimar l'asaut.

## Брак и потомство
Жени се два пъти:
∞ 1. 1190 за Ермонгард дьо Сабран (* 1179, † 1225), дъщеря на Реймон III, господар на Мевуйон (в дн. деп. Дром). Развод 21 март 1203 поради близко роднинство. Имат един син:
- Раймон I дьо Бо (* 1205, † 1282), суверенен принц на Оранж (1218 – 1282), ∞ 1239 за Малбержон д'E, господарка на Кондорсе, от която има двама сина.

∞ 2. за Аликс Елоа, от която има двама сина:
- Гийом II де Бо (* 1218, † 1 ноември 1239), съпринц на Оранж (1218 – 1239); ∞ за Пресийоз, от която има трима сина

- Бертран II де Бо (* ок. 1238 или малко пр. това, † април 1239), съпринц на Оранж, ∞ за Елеонора Женевска

Има и дъщеря на име Тибор, която се омъжва за Жиро III Амик, владетел на Тор дьо Шатньоф.